# Aquatic House Party
Aquatic House Party ist ein US-amerikanischer Kurzfilm aus dem Jahr 1950 von Ernest Corts. Der von Jack Eaton für Paramount Pictures produzierte Film wurde 1950 mit einem Oscar ausgezeichnet.

## Inhalt
Der Film präsentiert ein außergewöhnliches Haus in Kalifornien, das über eine aufsehenerregende Poolanlage verfügt, in der nicht nur Menschen beeindruckende Leistungen vollbringen, sondern auch Seehunde aktiv sind.

## Produktion und Veröffentlichung
Der von Grantland Rice Sportlight für Paramount Pictures produzierte Film wurde am 31. März 1950 erstmals veröffentlicht.

## Auszeichnung
Jack Eaton wurde auf der Oscarverleihung 1950 für seinen Film in der Kategorie „Bester Kurzfilm“ (1 Rolle) mit dem Oscar ausgezeichnet.